# Ma Lin
Ma Lin (chinês: 馬琳) é um ex-mesatenista chinês. Aprendeu a jogar tênis de mesa aos seis anos de idade. Em 1994 entrou para a equipe chinesa de tênis de mesa.
Ma Lin ganhou medalha de ouro nas Olimpíadas de 2004, na categoria para duplas masculino, jogando com o mesa-tenista Chen Qi, ao vencer a dupla Ko Lai Chak e Li Ching de Hong Kong.
Em 2008 ganhou os Jogos Olímpicos de Pequim nas competições individual e por equipes do tênis de mesa.